# Левенов нос
Левенов нос (на английски: Levenov Point) е покрит с лед морски нос със скалист край на североизточния бряг на полуостров Пастьор, остров Брабант в архипелаг Палмър, Антарктика, образуван от разклонение на връх Рьонтген. Разположен 3.04 км югоизточно от нос Кокбърн и 2.85 км северно от нос Дюкло.
Координатите му са: 64°02′13″ ю. ш. 62°15′57″ з. д. / 64.036944° ю. ш. 62.265833° з. д.
Британско картографиране от 1980 и 2008 г.
Наименуван е на капитан Никола Левенов (1941–2007), командир на българския океански риболовен траулер Буревестник, който извършва риболов в антарктически води край остров Кергелен от декември 1974 до февруари 1975.

## Карти
- Antarctic Digital Database (ADD). Scale 1:250000 topographic map of Antarctica. Scientific Committee on Antarctic Research (SCAR), 1993-2015.
- British Antarctic Territory Архив на оригинала от 2014-12-09 в Wayback Machine.. Scale 1:200000 topographic map. DOS 610 Series, Sheet W 64 62. Directorate of Overseas Surveys, Tolworth, UK, 1980.
- Brabant Island to Argentine Islands Архив на оригинала от 2015-06-18 в Wayback Machine.. Scale 1:250000 topographic map. British Antarctic Survey, 2008.